# Michał Jagniątkowski
Michał Jagniątkowski na Podolanach herbu Lubicz (zm. przed 27 września 1785) – cześnik radomski w 1768 roku, łowczy radomski w 1768 roku, wojski radomski w latach 1764–1768, miecznik radomski w latach 1757–1764,  komisarz Komisji Dobrego Porządku województwa sandomierskiego.
Był chorążym pospolitego ruszenia powiatu sandomierskiego i elektorem Stanisława Augusta Poniatowskiego w 1764 roku z województwa sandomierskiego.